# Nagypall
Nagypall (Duits: Pahl) is een plaats (község) en gemeente in het Hongaarse comitaat Baranya. Nagypall telt 444 inwoners (2001).